# Cabaletta
Viene chiamata cabaletta la parte finale, quasi sempre in tempo rapido, di un pezzo chiuso di un'opera italiana strutturato secondo le convenzioni della prima metà del XIX secolo.
Secondo alcuni critici musicali, l'origine del termine risalirebbe al provenzale cobla ("strofa, stanza") e allo spagnolo copla, italianizzato in cobola col diminutivo coboletta; mentre secondo altri, l'origine potrebbe essere ricercata nella cavatina, ossia in quella aria "sentenziosa" inserita alla fine del recitativo (vedi il Lexikon di Walther), solitamente un pensiero musicale arioso e ritmeggiato, atto ad imprimersi nella memoria degli ascoltatori (vedi il Dizionario del Tommaseo); i fratelli Escudier nel loro Dictionnaire de musique la descrissero come un pensiero leggero e melodioso che si imprime facilmente nell'animo dell'ascoltatore e che, appena udita, viene canticchiata da tutti.
La cabaletta costituisce la sezione conclusiva di una forma nota agli studiosi come solita forma. Nei concertati essa è invece definita stretta (termine che più in generale indica una sezione conclusiva in tempo accelerato) pur conservando la medesima struttura.
Il termine è riferito ad arie e duetti. La cabaletta è formata da un periodo musicale ripetuto due volte (talvolta tre nei duetti: una per personaggio e l'ultima a due voci), la seconda delle quali variata ad libitum dal cantante. Le due ripetizioni sono separate da un ritornello orchestrale che vede spesso la partecipazione del coro o di pertichini. In caso di triplice ripetizione, tale ritornello si colloca tra la seconda e la terza. L'episodio è completato da una coda ad effetto (in genere una stretta) dalle sonorità fragorose, destinata a suscitare l'applauso.
La moda della cabaletta fu presto condannata come un facile espediente per guadagnare il consenso del pubblico. Si racconta che Bellini dichiarasse di comporle solo perché costretto dalle convenzioni. Nonostante ciò, la fortuna di questa forma fu duratura, tanto che Verdi non rinunciò a inserire una cabaletta persino nell'Otello (1887): "Sì, pel ciel marmoreo giuro", a conclusione dell'atto secondo.
Nell'idea di Rossini, la cabaletta assolve soprattutto ad una funzione di contrasto ritmico rispetto alle precedenti sezioni del numero, in particolare il cantabile.
Tale incisività ritmica si incontra più raramente nelle opere dei compositori successivi, in particolare in Bellini e Donizetti, che con una certa frequenza sostituiscono all'allegro un allegro moderato o addirittura, eccezionalmente, un andante, conferendo in tal modo alla cabaletta un carattere più disteso e cantabile. A restituirle l'energia ritmica originaria fu Verdi, soprattutto nelle opere giovanili, anche grazie all'impiego di robusti accompagnamenti orchestrali.

## Celebri esempi di cabaletta
- A tali accenti in seno (Il viaggio a Reims)
- Non più mesta accanto al fuoco (La Cenerentola)
- Ah, non giunge uman pensiero (La sonnambula)
- Ah bello, a me ritorna (Norma)
- Vien diletto, in ciel è la luna (I puritani)
- Suoni la tromba e intrepido (I puritani)
- Salgo già del trono aurato (Nabucco)
- Sì vendetta, tremenda vendetta (Rigoletto)
- Sempre libera degg'io (La traviata)
- Di quella pira (Il trovatore)
- Tu vedrai che amore in terra (Il trovatore)
- È gettata la mia sorte (Attila)
- Spargi d’amaro pianto (Lucia di Lammermoor)